# Politisches System Gambias

Wappen der Republik Gambia

Gambia verfügt nach der Verfassung Gambias über ein präsidentielles Regierungssystem, das im Rahmen der Gewaltenteilung durch die drei Gewalten Gesetzgebung (Legislative), ausführende Gewalt (Exekutive) und Rechtsprechung (Judikative) geprägt ist.

## Exekutive

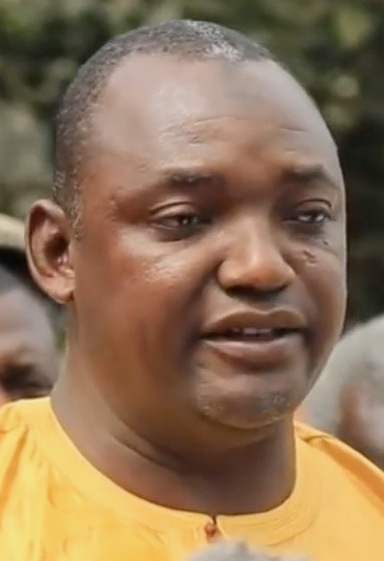
Präsident Adama Barrow

Die Exekutive wird vom Präsidenten der Republik Gambia geleitet. Die Wahl des Präsidenten erfolgt aufgrund Kapitel 5 Abschnitt 3 der Verfassung. Die Rechte, Aufgaben und Befugnisse des Präsidenten ergeben sich Kapitel 6 Abschnitt 1 der Verfassung. Die Rechte, Aufgaben und Befugnisse des Präsidenten ergeben sich Kapitel 6 Abschnitt 1 der Verfassung, wobei insbesondere die staatliche Grundsatzpolitik zu politischen, wirtschaftlichen, sozialen, bildungspolitischen und kulturellen Themen sowie zur Außenpolitik in Kapitel 20 der Verfassung geregelt sind.
Derzeitiger Präsident ist Adama Barrow, der bei der Präsidentschaftswahl 2016 gewählt wurde. Er löste damit den seit 22. Juli 1994 regierenden Präsidenten Yahya Jammeh ab.
Am 1. Februar 2017 stellte Barrow sein Kabinett vor. Das Kabinett setzt sich aus dem Präsidenten der Republik, dem Vizepräsidenten, dem Generalsekretär und Leiter des öffentlichen Dienstes sowie mehreren Ministern zusammen. Die Rechte, Aufgaben und Befugnisse der Regierung ergeben sich Kapitel 6 Abschnitte 2 und 3 der Verfassung. Zur Exekutive gehört auch der Bereich öffentlicher Anklagen, der in Kapitel 6 Abschnitt 4 der Verfassung geregelt ist. Eine wesentliche Aufgaben soll den Parteien zukommen, die in Kapitel 5 Abschnitt 7 der Verfassung geregelt ist.
Eine herausgehobene Stellung innerhalb des Kabinetts kommt dem Generalsekretär der Regierung zu, der zugleich Leiter des öffentlichen Dienstes ist (Kapitel 11 Abschnitt 1 der Verfassung). Zum Bereich des öffentlichen Dienstes gehören daneben Regelungen für die Kommission des öffentlichen Dienstes (Kapitel 11 Abschnitt 2), staatliche Unternehmen (Kapitel 11 Abschnitt 3) sowie staatliche Ruhestandsgelder (Kapitel 11 Abschnitt 4 der Verfassung). Die Mitarbeiter der Regierungsbehörden und des öffentlichen Dienstes unterliegen einem in Kapitel 21 der Verfassung dargelegten Kodex, dem sogenannten Code of Conduct for Public Officers.

## Legislative
Die Legislative wird durch die Nationalversammlung (National Assembly) gebildet. Die Mitglieder der Nationalversammlung werden alle fünf Jahre gewählt (Kapitel 7 Abschnitt 2 der Verfassung). Die Nationalversammlung dient als oberste Vertretung des Volkes. Über die Wahlen wacht eine unabhängige Wahlkommission (Kapitel 5 Abschnitt 2 der Verfassung). Die Anzahl der Wahlkreise ist gemäß Kapitel 50 Abschnitt 4 § 50 der Verfassung beschränkt.
Das Einkammerparlament besteht aus 53 Mitgliedern. Die letzten Wahlen fanden am 29. März 2012 statt. Bei dieser Wahl gewann die 1996 von Yahya Jammeh gegründete Alliance for Patriotic Reorientation and Construction (APRC) 51,82 Prozent und 43 der 48 zu wählenden Mandate. Fünf Sitze werden vom Präsidenten vergeben. Die Sitzungen des Parlaments werden vom Parlamentssprecher (Speaker) geleitet (zurzeit: Abdoulie Bojang), der in seiner Arbeit durch einen stellvertretenden Sprecher (Deputy Speaker) und einen Direktor der Parlamentsverwaltung (Clerk of the National Assembly) unterstützt wird. Die Aufgaben, Rechten und Pflichten der Parlamentsmitglieder sowie die Geschäftsordnung ergeben sich aus Kapitel 7 Abschnitt 1, 3, 4 und 5 der Verfassung. Die stärkste Fraktion stellt den Mehrheitsführer (Majority Leader) (zurzeit: Fabakary Tombo Jatta). Sitz des Parlaments ist das Assembly Building in der Reverend Pye Lane in Banjul.

## Judikative
Die Aufgaben der Judikative sind in Kapitel 7 der Verfassung geregelt. Zur Judikative gehören der Oberste Gerichtshof (Supreme Court of The Gambia), der vom Präsidenten des Obersten Gerichtshofes (Chief Justice) geleitet wird (Kapitel 7 Abschnitt 1 und Abschnitt 2 A der Verfassung). Daneben gehören zur Judikative der Berufungsgerichtshof (Court of Appeal) (Kapitel 7 Abschnitt 2 B), das Obergericht (High Court) (Kapitel 7 Abschnitt 2 C) und der Sonderstrafgerichtshof (Special Criminal Court) (Kapitel 7 Abschnitt 2 D). Gambia, deren Einwohner zu 90 Prozent Muslime sind, verfügt des Weiteren über einen Qādī-Gerichtshof (Kadi Court) (Kapitel 7 Abschnitt 3). Die Richter, deren Befugnisse und Rechte sich aus Kapitel 7 Abschnitt 4 ergeben, werden bei ihrer Arbeit durch die Gerichtsverwaltungen und die Kommission des Justizdienstes unterstützt (Kapitel 7 Abschnitt 5 und 6 der Verfassung).

## Sonstige Aufgaben des politischen Systems
Das öffentliche Finanzwesen Gambias ist in Kapitel 9 Abschnitt 1 geregelt und wird durch den vom Auditor General geleiteten Rechnungshof (National Audit Office) überwacht (Kapitel 9 Abschnitt 2) und im durch die Zentralbank umgesetzt (Kapitel 9 Abschnitt 3 der Verfassung) umgesetzt. Als Interessenvertretung für die Bürger dient ein unabhängiger von der Nationalversammlung gewählter Ombudsman (Kapitel 10).
Zur weiteren staatlichen Gewalt gehören die Polizeikräfte (Gambia Police Service), der Strafvollzugsdienst (Kapitel 12) sowie die Streitkräfte (Gambia Armed Forces) und der Geheimdienst (State Intelligence Services), deren Grundlagen in Kapitel 13 der Verfassung geregelt sind. Darüber hinaus werden wichtige staatliche Aufgaben durch die Landkommission (Kapitel 14), die Kommunalverwaltungen (Kapitel 15) und den Nationalrat für bürgerliche Bildung (Kapitel 16 und 17), aber auch die staatliche Untersuchungskommission (Kapitel 18 der Verfassung) wahrgenommen.